# The Little Drummer Girl (film)
The Little Drummer Girl is een Amerikaanse thriller uit 1984 onder regie van George Roy Hill. Het scenario is gebaseerd op de gelijknamige roman uit 1983 van de Britse auteur John le Carré.

## Verhaal
Charlie is een middelmatige Amerikaanse actrice in Groot-Brittannië. Ze heeft sympathie voor de Palestijnse zaak, maar ze laat zich door een Israëlische agent overtuigen om te werken voor de Mossad. Ze fingeert een affaire met een revolutionair, wordt opgeleid in een Palestijns trainingskamp en voert een terreuraanslag uit.

## Rolverdeling
| Acteur             | Personage    |
| ------------------ | ------------ |
| Diane Keaton       | Charlie      |
| Yorgo Voyagis      | Joseph       |
| Klaus Kinski       | Martin Kurtz |
| Sami Frey          | Khalil       |
| Michael Cristofer  | Tayeh        |
| Eli Danker         | Litvak       |
| Ben Levine         | Dimitri      |
| Jonathan Sagall    | Teddy        |
| Shlomit Hagoel     | Rose         |
| Juliano Mer-Khamis | Julio        |
| Sabi Dorr          | Ben          |
| Doron Nesher       | David        |
| Smadar Brener      | Toby         |
| Shoshi Marciano    | Rachel       |
| Philipp Moog       | Aaron        |